# 앤드루 카네기

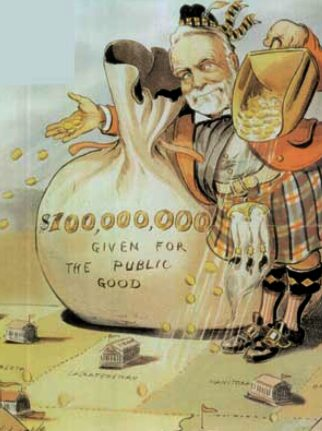
Caricature, 1903

앤드루 카네기(Andrew Carnegie, 1835년 11월 25일 ~ 1919년 8월 11일)는 미국의 철강 재벌이다. 2008년 기준으로 세계적인 철강회사인 US 스틸은 카네기의 철강회사를 투자자인 JP 모건이 합병을 통해 설립한 회사이다.

## 성장
카네기는 스코틀랜드 던펌린에서 귀족 가문의 후예로 태어났다. 어머니가 구멍가게를 운영하였지만 좀처럼 가난에서 벗어나지 못하자, 카네기 집안은 1848년 미국 펜실베이니아주 피츠버그로 이주한다. 어려서부터 얼레잡이, 방적공장 노동자, 기관조수, 전보배달원, 전신기사 등 여러 직업을 전전하다가, 1853년 펜실베이니아 철도회사에 취직하게 된다. 남북전쟁에도 종군하였고, 1865년까지 이곳에서 근무하는 동안, 장거리 여행자를 위한 침대차와 유정사업 등에 투자하면서 큰돈을 벌었다. 1892년 카네기철강회사(後 카네기회사로 개칭)를 설립하였다.

## 철강왕
철강왕으로 불리는 카네기는 자신의 인생을 두 시기로 나누어 전반부는 부를 획득하는 시기, 후반부는 부를 나누는 시기라고 했다. 그만큼 사회 환원은 부자들의 신성한 의무라고 강조했다. 카네기는 기부에 자신만의 확고한 철학이 있었는데 특히 맹목적이고 광범위하게 베풀어지는 단순한 자선에 반대했다. 그 이유는 단순한 자선은 어떠한 효과도 가지지 못한다는 사실이었다. 이러한 철학이 있기 때문에 자긍심이 강한 미국인들은 카네기를 철강왕으로 부르기를 주저하지 않는다.

## 기부
1902년 1월 29일 당시로서는 천문학적 액수인 2천5백만 달러를 기부하여 공공도서관 건립을 지원하는 워싱턴 카네기협회를 설립했다. 미국 전역에 2500개의 도서관을 지었다. 카네기는 그밖에도 카네기회관, 카네기공과대학, 카네기교육진흥재단 등 교육·문화 분야에 3억 달러 이상을 기증했다. 현재 국제사법재판소의 건물인 평화궁을 지었으며, 카네기 멜런 대학교를 설립했다. 사업 일선에서 은퇴한 카네기는 1919년 8월 11일 세상을 떠나기까지 18년간 자선사업에 몰두했다. 뉴욕에 900만 달러를 기부해 공공도서관을 세운 것을 시작으로 전 세계에 2509개의 도서관을 지었고 미국의 과학 발전을 위해 카네기 멜런 대학의 전신인 카네기 과학연구원과 기술원을 설립했는데 시카고 대학 등 12개 종합대학과 12개 단과대학을 지어 사회에 기증했으며 각종 문화예술 분야에 거액을 쾌척했다. 자신이 평생 모은 재산 90%가량에 이르는 3억5000만 달러를 사회에 환원, 그는 “많은 유산은 의타심과 나약함을 유발하고, 비창조적인 삶을 살게 한다”는 이유에서 부의 대물림을 혐오했다.

## 저서
카네기의 저서로는 『앤드루 카네기 자서전』, 『부의 복음(The Gospel of Wealth)』, 『승리의 민주주의』, 『오늘의 문제』, 『사업의 왕국』 등이 있다.

## 같이 보기
- 카네기 홀(Carnegie Hall)
- 카네기 박물관(Carnegie Museum of Pittsburgh
  - 카네기 자연사 박물관(Carnegie Museum of Natural History)
  - 카네기 미술관(Carnegie Museum of Art)
- 카네기 국제평화재단(Carnegie Endowment for International Peace)
- 카네기 상(Carnegie Medal)
- 카네기 멜론 대학(Carnegie Mellon University )
- 박태준